# Margarita Tchatchina
Margarita Tchatchina (en russe : Маргарита Чачина) est une joueuse de volley-ball russe née le 6 décembre 1986 à Moscou. Elle mesure 1,82 m et joue au poste d'attaquante. 

## Clubs
| Club                | De        | À         |
| ------------------- | --------- | --------- |
| Loutch Moscou       | 2002-2003 | 2007-2008 |
| Fakel Novy Ourengoï | 2008-2009 | 2008-2009 |
| VK Tioumen          | 2009-2010 | 2013-2014 |
| Haifa VC            | 2014-2015 | …         |